# Drillia albicostata
Drillia albicostata é uma espécie de gastrópode do gênero Drillia, pertencente a família Drilliidae.